# Statuia (film din 1977)
Statuia este un film românesc de scurtmetraj de televiziune din 1977 regizat de Pierre Bokor.

## Distribuție
- Sebastian Papaiani
- Horațiu Mălăele
- Mitică Popescu
- Petre Lupu
- Corado Negreanu
- Constantin Băltărețu
- Dumitru Chesa